# ATP Hamburg
Das ATP-Turnier von Hamburg (offiziell Hamburg Open) ist ein Herren-Tennisturnier, das alljährlich am Hamburger Rothenbaum als Internationale Deutsche Meisterschaften ausgetragen wird. Der Wettbewerb gehörte bis 2008 zur Masters-Serie der ATP und hieß bis dahin Hamburg Masters. 2009 wurde das Turnier von der ATP herabgestuft, seitdem ist es Bestandteil der ATP Tour 500 und fungierte lange Zeit nicht mehr als Vorbereitung auf die French Open. Das Turnier wurde im Juli während der späten Summer-Clay-Season, einer Reihe von europäischen Sandplatz-Turnieren nach Wimbledon, ausgetragen, ehe es 2025 wieder in die Woche direkt vor die French Open verlegt wurde.
Neben dem Herrenturnier wurden am Rothenbaum zwischen 1896 und 2002 auch Damenturniere und von 1906 bis 1974 auch Mixed-Wettbewerbe ausgetragen. Seit 2021 findet parallel wieder ein Damenturnier statt.

## Geschichte

### Bis zum Zweiten Weltkrieg
Die ersten „Internationalen Deutschen Meisterschaften im Tennis“ fanden 1892 in Hamburg statt. Sie gehören somit wie die heute als Grand-Slam-Turniere bekannten Offenen Meisterschaften von Australien, Frankreich, England und den USA zu den ältesten und traditionsreichsten Turnieren der Welt. Zunächst waren nur Männer teilnahmeberechtigt.
Die Internationalität des Turniers bestand zu Beginn nur darin, dass auch österreichische Staatsbürger zugelassen waren. Die ersten Turniere wurden auf den Tennisplätzen des „Eisbahn-Vereins auf der Uhlenhorst“, die bis 2010 dem „Klipper THC Hamburg“ gehörten, veranstaltet. Das erste Turnier ab dem 27. August 1892 war vom Ausbruch der Choleraepidemie betroffen, weswegen es unterbrochen und einen Monat später mit dem Sieg des 19-jährigen Walter Bonne beendet wurde.
1893 wurde das Turnier auf dem Areal des „Eisbahn-Vereins vor dem Dammthor“ veranstaltet. 1897 wurde die „Internationalität“ der Deutschen Meisterschaften durch die Teilnahme des Engländer und späteren Siegers Hillyard erstmals gewahrt. Die Beteiligung von britischen Tennisspielern an der zur selben Zeit ausgetragenen „Meisterschaft von Hamburg“ ist für das Jahr 1895 belegt. Von 1898 bis 1901 wurde das Turnier in Bad Homburg vor der Höhe ausgetragen. Der Grund waren Finanzierungsschwierigkeiten der austragenden Hamburger Vereine.
1902 trat erstmals die „Hamburger Lawn Tennis-Gilde“, die sich Anfang des Jahres gegründet hatte, als Turnierveranstalter der „Internationalen Deutschen Meisterschaften im Tennis“ auf. Die Turniere wurden in den kommenden Jahren im Wechsel auf den Anlagen des „Eisenbahn-Vereins auf der Uhlenhorst“ und des „Eisbahn-Vereins vor dem Dammthor“  durchgeführt, ab 1911 durchgehend am Rothenbaum (vor dem Dammtor). Erstmals wurde ein Herren-Doppeltitel ausgelobt. 1906 wurde erstmals ein Mixed-Titel vergeben.
Zwischen 1914 und 1919 war Deutschland aus dem internationalen Tennisgeschehen ausgeschlossen. Seit 1924 ist die Anlage am Rothenbaum endgültig Standort des Turniers. Ein Jahr später gewann Otto Froitzheim seinen siebten Titel. Er ist bis heute Rekordsieger der German Open. Zwischen 1940 und 1947 wurden wegen des Zweiten Weltkriegs keine Meisterschaften ausgetragen.

### 1948 bis 1978
1949 gewann der 39-jährige Gottfried von Cramm seinen sechsten und letzten Titel. Im Alter von 45 Jahren gewann er 1955 seinen letzten Doppeltitel. 1956 fanden die German Open zum 50. Mal statt. Zu diesem Anlass wurde der Center Court auf 5.000 Plätze erweitert. 1964 wurde der Hauptplatz erneut ausgebaut und fasste nunmehr 8.000 Zuschauer. Im selben Jahr kam es zum bisher einzigen Mal seit dem Zweiten Weltkrieg zu einem rein deutschen Finale; Wilhelm Bungert schlug Christian Kuhnke in vier Sätzen.
1966 traten auch die German Open in die Ära des professionellen Tennis ein. Amateure und Profis sind seitdem gleichermaßen startberechtigt. Seit 1969 wird ein offizielles Preisgeld gezahlt – bei der ersten Austragung wurde um 17.500 US-Dollar gespielt. Da Jack Kramer 1970 den Grand Prix Tennis Circuit gründete, wurde das Turnier ab 1971 mit Wimbledon, Paris, Forest Hills und Rom in die Grand-Prix-Turniere eingereiht. Hierzu wurden die Meisterschaften in den Juni verlegt.

### 1979 bis 2008

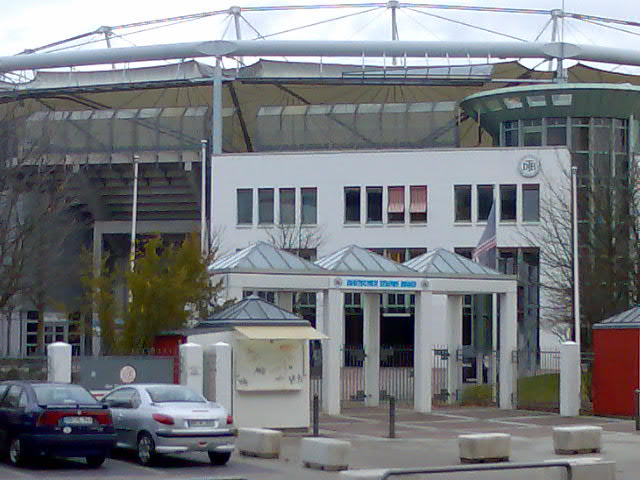
Tennisstadion Rotherbaum

Ab 1979 wurde das Herrenturnier nicht mehr von der traditionsreichen Hamburger Tennis-Gilde, sondern vom Hamburger Tennis-Verband veranstaltet.
1980 wurde die Anlage am Rothenbaum umfassend ausgebaut; ein Turnierhaus entstand, der Center Court erhielt eine elektronische Anzeigetafel und wurde auf 9.000 Plätze ausgebaut. Mit 67.000 Besuchern erzielte die Herrenveranstaltung im selben Jahr einen neuen Zuschauerrekord. Ein Jahr später wurde das Preisgeld zum 75. Jubiläum des Turniers auf 200.000 US-Dollar erhöht.
In den 1980er-Jahren erlebten beide Turniere aufgrund der Erfolge von Boris Becker, Steffi Graf und Michael Stich einen Boom. 1984 trat Becker erstmals beim Herrenturnier an – gewinnen konnte er es nie. Jährlich wurden neue Zuschauerrekorde aufgestellt, 1989 kamen insgesamt 102.000 Besucher auf die Anlage; der Center Court wurde auf ein Fassungsvermögen von 10.000 Zuschauern ausgebaut. Im selben Jahr verlegte der DTB seine Geschäftsstelle auf die Rothenbaum-Anlage.
1990 überstieg das Preisgeld des Herrenturniers erstmals die Millionenmarke. Mit Gründung der ATP Tour gehörte das Turnier zur Masters-Serie, nach dem Grand-Slam-Turnieren die zweitwichtigste Turnierkategorie. 1993 wurde Michael Stich erster deutscher Sieger des Turniers seit Wilhelm Bungert. Bis 1997 wurde die Anlage erneut massiv ausgebaut. Für knapp zehn Millionen Euro erhielt der Center Court eine Kapazität von 13.200 Plätzen sowie ein mobiles Dach. Nicht zuletzt die enormen Umbaukosten brachten den Deutschen Tennis Bund in eine prekäre finanzielle Situation. Darüber hinaus trug das Ende des deutschen Tennis-Booms zu einem starken Rückgang des Besucherinteresses und der für das Turnier gezahlten Fernsehgelder bei. 2003 wurde Boris Becker zum Chairman des von finanziellen Problemen gebeutelten Turniers berufen.

### Seit 2009
2009 wurde der Masters-Status des Turniers durch die Abstufung zur ATP Tour 500 aberkannt. Sprecher des Turniers sahen dadurch dessen Zukunft gefährdet, da topplatzierte Spieler weniger Anreize hätten, daran teilzunehmen. Versuche des DTB, die Herabstufung juristisch anzufechten, blieben – anders als beim Monte Carlo Masters – erfolglos. Das Turnier, das zuvor im Mai gespielt wurde, fand fortan im Juli statt und verlor dadurch den Stellenwert als Vorbereitungsturnier für die French Open. Im selben Jahr verlor das Turnier durch eine Entscheidung des Verwaltungsgerichts den Titelsponsor bet-at-home.com. Dieser Verlust sowie die Herabstufung stürzte das Turnier in eine ungewisse Zukunft. 2009 wurde Michael Stich Turnierdirektor; er blieb bis 2018.
Im September 2010 hob der Europäische Gerichtshof das Urteil des Verwaltungsgerichts wieder auf und ab 2011 wurde bet-at-home.com wieder Titelsponsor der German Open. Im November 2015 gab bet-at-home.com bekannt, dass es den zum Jahresende auslaufenden Vertrag nicht verlängert. Ab 2016 hat das Turnier keinen titelgebenden Sponsor mehr. Betreiber des Turniers nach Michael Stich ist seit 2019 die Reichel Business Group GmbH.
30 Jahre nach dem Triumph von Michael Stich gewann mit dem Lokalmatador Alexander Zverev 2023 wieder ein Deutscher.
2025 zog das Turnier wieder auf den deutlich attraktiveren Termin, direkt in der Woche vor den French Open. Zudem wurde die Lizenz für das ATP-500-Turnier um 15 Jahre verlängert. Es wird also bis mindestens 2037 am Rothenbaum ausgetragen.

## Siegerliste
Rekordsieger des Einzels ist in der Open Era Roger Federer mit vier Titeln. Im Doppel war Emilio Sánchez Vicario ebenfalls viermal erfolgreich. 

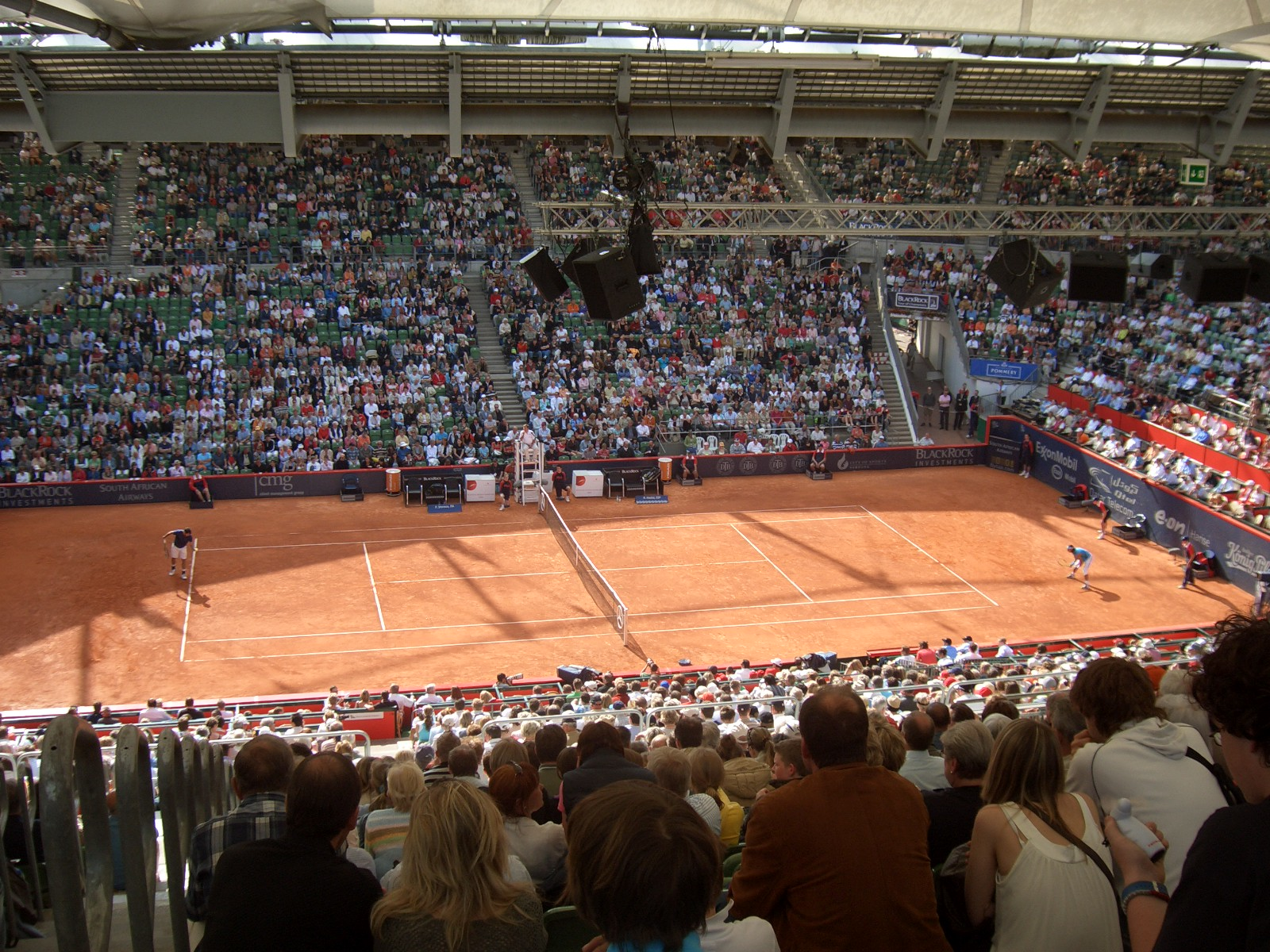
Potito Starace gegen Rafael Nadal (Turniersieger) bei den Hamburg Masters 2008

### Einzel
| Jahr                         | Sieger                     | Finalgegner            | Finalergebnis             |
| ---------------------------- | -------------------------- | ---------------------- | ------------------------- |
| 2025                         | Flavio Cobolli             | Andrei Rubljow         | 6:2, 6:4                  |
| 2024                         | Arthur Fils                | Alexander Zverev       | 6:3, 3:6, 7:61            |
| 2023                         | Alexander Zverev           | Laslo Đere             | 7:5, 6:3                  |
| 2022                         | Lorenzo Musetti            | Carlos Alcaraz         | 6:4, 6:76, 6:4            |
| 2021                         | Pablo Carreño Busta        | Filip Krajinović       | 6:2, 6:4                  |
| 2020                         | Andrei Rubljow             | Stefanos Tsitsipas     | 6:4, 3:6, 7:5             |
| 2019                         | Nikolos Bassilaschwili (2) | Andrei Rubljow         | 7:5, 4:6, 6:3             |
| 2018                         | Nikolos Bassilaschwili (1) | Leonardo Mayer         | 6:4, 0:6, 7:5             |
| 2017                         | Leonardo Mayer (2)         | Florian Mayer          | 6:4, 4:6, 6:3             |
| 2016                         | Martin Kližan              | Pablo Cuevas           | 6:1, 6:4                  |
| 2015                         | Rafael Nadal (2)           | Fabio Fognini          | 7:5, 7:5                  |
| 2014                         | Leonardo Mayer (1)         | David Ferrer           | 6:73, 6:1, 7:64           |
| 2013                         | Fabio Fognini              | Federico Delbonis      | 4:6, 7:68, 6:2            |
| 2012                         | Juan Mónaco                | Tommy Haas             | 7:5, 6:4                  |
| 2011                         | Gilles Simon               | Nicolás Almagro        | 6:4, 4:6, 6:4             |
| 2010                         | Andrei Golubew             | Jürgen Melzer          | 6:3, 7:5                  |
| 2009                         | Nikolai Dawydenko          | Paul-Henri Mathieu     | 6:4, 6:2                  |
| 2008                         | Rafael Nadal (1)           | Roger Federer          | 7:5, 6:73, 6:3            |
| 2007                         | Roger Federer (4)          | Rafael Nadal           | 2:6, 6:2, 6:0             |
| 2006                         | Tommy Robredo              | Radek Štěpánek         | 6:1, 6:3, 6:3             |
| 2005                         | Roger Federer (3)          | Richard Gasquet        | 6:3, 7:5, 7:64            |
| 2004                         | Roger Federer (2)          | Guillermo Coria        | 4:6, 6:4, 6:2, 6:3        |
| 2003                         | Guillermo Coria            | Agustín Calleri        | 6:3, 6:4, 6:4             |
| 2002                         | Roger Federer (1)          | Marat Safin            | 6:1, 6:3, 6:4             |
| 2001                         | Albert Portas              | Juan Carlos Ferrero    | 4:6, 6:2, 0:6, 7:65, 7:5  |
| 2000                         | Gustavo Kuerten            | Marat Safin            | 6:4, 5:7, 6:4, 5:7, 7:63  |
| 1999                         | Marcelo Ríos               | Mariano Zabaleta       | 6:75, 7:5, 5:7, 7:65, 6:2 |
| 1998                         | Albert Costa               | Àlex Corretja          | 6:2, 6:0, 1:0 aufgg.      |
| 1997                         | Andrij Medwedjew (3)       | Félix Mantilla         | 6:0, 6:4, 6:2             |
| 1996                         | Roberto Carretero          | Àlex Corretja          | 2:6, 6:4, 6:4, 6:4        |
| 1995                         | Andrij Medwedjew (2)       | Goran Ivanišević       | 6:3, 6:2, 6:1             |
| 1994                         | Andrij Medwedjew (1)       | Jewgeni Kafelnikow     | 6:4, 6:4, 3:6, 6:3        |
| 1993                         | Michael Stich              | Andrei Tschesnokow     | 6:3, 6:71, 7:67, 6:4      |
| 1992                         | Stefan Edberg              | Michael Stich          | 5:7, 6:4, 6:1             |
| 1991                         | Karel Nováček              | Magnus Gustafsson      | 6:3, 6:3, 5:7, 0:6, 6:1   |
| 1990                         | Juan Aguilera (2)          | Boris Becker           | 6:1, 6:0, 7:67            |
| 1989                         | Ivan Lendl (2)             | Horst Skoff            | 6:4, 6:1, 6:3             |
| 1988                         | Kent Carlsson              | Henri Leconte          | 6:2, 6:1, 6:4             |
| 1987                         | Ivan Lendl (1)             | Miloslav Mečíř         | 6:1, 6:3, 6:3             |
| 1986                         | Henri Leconte              | Miloslav Mečíř         | 6:2, 5:7, 6:4,            |
| 1985                         | Miloslav Mečíř             | Henrik Sundström       | 6:4, 6:1, 6:4             |
| 1984                         | Juan Aguilera (1)          | Henrik Sundström       | 6:4, 2:6, 2:6, 6:4, 6:4   |
| 1983                         | Yannick Noah               | José Higueras          | 3:6, 7:5, 6:2, 6:0        |
| 1982                         | José Higueras (2)          | Peter McNamara         | 4:6, 6:7, 7:6, 6:3, 7:6   |
| 1981                         | Peter McNamara             | Jimmy Connors          | 7:6, 6:1, 4:6, 6:4        |
| 1980                         | Harold Solomon             | Guillermo Vilas        | 6:7, 6:2, 6:4, 2:6, 6:3   |
| 1979                         | José Higueras (1)          | Harold Solomon         | 3:6, 6:1, 6:4, 6:1        |
| 1978                         | Guillermo Vilas            | Wojciech Fibak         | 6:2, 6:4, 6:2             |
| 1977                         | Paolo Bertolucci           | Manuel Orantes         | 6:3, 4:6, 6:2, 6:3        |
| 1976                         | Eddie Dibbs (3)            | Manuel Orantes         | 6:4, 4:6, 6:1, 2:6, 6:1   |
| 1975                         | Manuel Orantes (2)         | Jan Kodeš              | 3:6, 6:2, 6:2, 4:6, 6:1   |
| 1974                         | Eddie Dibbs (2)            | Hans-Joachim Plötz     | 6:2, 6:2, 6:3             |
| 1973                         | Eddie Dibbs (1)            | Karl Meiler            | 6:1, 3:6, 7:6, 6:3        |
| 1972                         | Manuel Orantes (1)         | Adriano Panatta        | 6:3, 9:8, 6:0             |
| 1971                         | Andrés Gimeno              | Péter Szőke            | 6:3, 6:2, 6:2             |
| 1970                         | Tom Okker                  | Ilie Năstase           | 4:6, 6:3, 6:3, 6:4        |
| 1969                         | Tony Roche                 | Tom Okker              | 6:1, 5:7, 7:5, 8:6        |
| Beginn der Open Era          |                            |                        |                           |
| 1968                         | John Newcombe              | Cliff Drysdale         | 6:3, 6:2, 6:4             |
| 1967                         | Roy Emerson                | Manuel Santana         | 6:3, 6:3, 6:1             |
| 1966                         | Fred Stolle                | István Gulyás          | 2:6, 7:5, 6:1, 6:2        |
| 1965                         | Cliff Drysdale             | Boro Jovanović         | 6:2, 6:4, 3:6, 6:3        |
| 1964                         | Wilhelm Bungert            | Christian Kuhnke       | 0:6, 6:4, 7:5, 6:2        |
| 1963                         | Martin Mulligan            | Bob Hewitt             | 6:0, 0:6, 8:6, 6:2        |
| 1962                         | Rod Laver (2)              | Manuel Santana         | 8:6, 7:5, 6:4             |
| 1961                         | Rod Laver (1)              | Luis Ayala             | 6:2, 6:8, 5:7, 6:1, 6:2   |
| 1960                         | Nicola Pietrangeli         | Jan-Erik Lundqvist     | 6:3, 2:6, 6:4, 6:2        |
| 1959                         | William Knight             | Ian Vermaak            | 4:6, 6:4, 4:6, 6:3, 8:6   |
| 1958                         | Sven Davidson              | Jacques Brichant       | 5:7, 6:4, 0:6, 9:7, 6:3   |
| 1957                         | Mervyn Rose                | Pierre Darmon          | 6:3, 6:0, 6:1             |
| 1956                         | Lew Hoad                   | Orlando Sirola         | 6:2, 5:7, 6:4, 8:6        |
| 1955                         | Arthur Larsen              | Władysław Skonecki     | 3:6, 6:3, 7:5, 6:8, 6:3   |
| 1954                         | Budge Patty (2)            | Sven Davidson          | 6:1, 6:1, 7:5             |
| 1953                         | Budge Patty (1)            | Fausto Gardini         | 6:3, 6:2, 6:3             |
| 1952                         | Eric Sturgess              | Jaroslav Drobný        | 6:3, 6:2, 6:3             |
| 1951                         | Lennart Bergelin           | Sven Davidson          | 4:6, 6:3, 4:6, 6:4, 7:5   |
| 1950                         | Jaroslav Drobný            | Gottfried von Cramm    | 6:3, 6:4, 6:4             |
| 1949                         | Gottfried von Cramm (6)    | Ernst Buchholz         | 7:5, 6:1, 6:0             |
| 1948                         | Gottfried von Cramm (5)    | Helmut Gulcz           | 6:4, 6:1, 4:6, 6:3        |
| 1940–1947: nicht ausgetragen |                            |                        |                           |
| 1939                         | Henner Henkel (2)          | Roderich Menzel        | 4:6, 6:4, 6:0, 6:1        |
| 1938                         | Ottó Szigeti               | Bernard Destremau      | 8:6, 6:8, 6:3, 6:3        |
| 1937                         | Henner Henkel (1)          | Vivian McGrath         | 1:6, 6:3, 8:6, 3:6, 6:1   |
| 1936                         | nicht ausgetragen          | nicht ausgetragen      | nicht ausgetragen         |
| 1935                         | Gottfried von Cramm (4)    | Ottó Szigeti           | 6:3, 6:3, 6:3             |
| 1934                         | Gottfried von Cramm (3)    | Teddy Burwell          | 6:2, 6:1, 6:4             |
| 1933                         | Gottfried von Cramm (2)    | Roderich Menzel        | 7:5, 2:6, 4:6, 6:3, 6:4   |
| 1932                         | Gottfried von Cramm (1)    | Roderich Menzel        | 3:6, 6:2, 6:2, 6:3        |
| 1931                         | Roderich Menzel            | Gustav Jaenecke        | 6:2, 6:2, 6:1             |
| 1930                         | Christian Boussus (2)      | Yoshiro Ohta           | 1:6, 8:6, 2:6, 6:4, 6:4   |
| 1929                         | Christian Boussus (1)      | Otto Froitzheim        | 6:1, 4:6, 6:1, 6:8, 6:1   |
| 1928                         | Daniel Prenn               | Hans Moldenhauer       | 6:1, 6:4, 6:3             |
| 1927                         | Hans Moldenhauer (2)       | Willy Hannemann        | 6:2, 4:6, 6:4, 6:4        |
| 1926                         | Hans Moldenhauer (1)       | Walter Dessart         | 6:2, 6:2, 6:1             |
| 1925                         | Otto Froitzheim (7)        | Béla von Kehrling      | 6:4, 6:1, 4:6, 6:1        |
| 1924                         | Béla von Kehrling          | Luis Heyden            | 8:6, 6:1, 9:7             |
| 1923                         | Heinz Landmann             | Luis Heyden            | 6:2, 6:3, 7:5             |
| 1922                         | Otto Froitzheim (6)        | Friedrich Wilhelm Rahe | 2:6, 6:0, 8:6, 6:1        |
| 1921                         | Otto Froitzheim (5)        | Robert Kleinschroth    | 6:4, 8:6 aufgg.           |
| 1920                         | Oscar Kreuzer              | Luis Heyden            | 6:0, 6:0, 6:2             |
| 1914–1919: nicht ausgetragen |                            |                        |                           |
| 1913                         | Heinrich Schomburgk        | Otto von Müller        | 6:2, 6:4, 7:5             |
| 1912                         | Otto von Müller            | Heinrich Schomburgk    | 2:6, 6:1, 6:4, 6:2        |
| 1911                         | Otto Froitzheim (4)        | Fritz Felix Pipes      | 6:3, 6:2, 6:1             |
| 1910                         | Otto Froitzheim (3)        | Curt Bergmann          | kampflos                  |
| 1909                         | Otto Froitzheim (2)        | Friedrich Wilhelm Rahe | 6:0, 6:2, 6:3             |
| 1908                         | Josiah Ritchie (5)         | George K. Logie        | 6:1, 6:1, 6:3             |
| 1907                         | Otto Froitzheim (1)        | Josiah Ritchie         | 7:5, 6:3, 6:4             |
| 1906                         | Josiah Ritchie (4)         | Friedrich Wilhelm Rahe | 6:2, 6:2, 6:0             |
| 1905                         | Josiah Ritchie (3)         | Anthony Wilding        | 8:6, 7:5, 8:6             |
| 1904                         | Josiah Ritchie (2)         | Kurt von Wessely       | 6:4, 6:0, 10:8            |
| 1903                         | Josiah Ritchie (1)         | Max Décugis            | kampflos                  |
| 1902                         | Max Décugis 2)             | John Mason Flavelle    | 4:6, 2:6, 7:5, 7:5, 6:0   |
| 1901                         | Max Décugis (1)            | Frederick William Payn | 6:4, 6:4, 4:6, 6:2        |
| 1900                         | George Hillyard (2)        | Laurence Doherty       | kampflos                  |
| 1899                         | Clarence Hobart            | Harold Mahony          | 8:6, 8:10, 6:0, 6:8, 8:6  |
| 1898                         | Harold Mahony              | Joshua Pim             | 6:4, 6:3, 6:4             |
| 1897                         | George Hillyard (1)        | George C. Ball Green   | 6:1, 6:2, 6:3             |
| 1896                         | Viktor Voß (3)             | Georg Wantzelius       | 6:1, 6:0, 6:1             |
| 1895                         | Viktor Voß (2)             | Christian Winzer       | 6:2, 6:1, 6:2             |
| 1894                         | Viktor Voß (1)             | Christian Winzer       | 6:1, 6:4, 11:9            |
| 1893                         | Christian Winzer           | Walter Bonne           | 6:4, 6:0, 3:6, 6:3        |
| 1892                         | Walter Bonne               | R. A. Leers            | 7:5, 6:3                  |

### Doppel
| Jahr                         | Sieger                                           | Finalgegner                                    | Finalergebnis           |
| ---------------------------- | ------------------------------------------------ | ---------------------------------------------- | ----------------------- |
| 2025                         | Simone Bolelli Andrea Vavassori                  | Andrés Molteni Fernando Romboli                | 6:4, 6:0                |
| 2024                         | Kevin Krawietz (2) Tim Pütz (3)                  | Fabien Reboul Édouard Roger-Vasselin           | 7:68, 6:2               |
| 2023                         | Kevin Krawietz (1) Tim Pütz (2)                  | Sander Gillé Joran Vliegen                     | 7:64, 6:3               |
| 2022                         | Lloyd Glasspool Harri Heliövaara                 | Rohan Bopanna Matwé Middelkoop                 | 6:2, 6:4                |
| 2021                         | Tim Pütz (1) Michael Venus (2)                   | Kevin Krawietz Horia Tecău                     | 6:3, 6:73, [10:8]       |
| 2020                         | John Peers (3) Michael Venus (1)                 | Ivan Dodig Mate Pavić                          | 6:3, 6:4                |
| 2019                         | Oliver Marach (2) Jürgen Melzer                  | Robin Haase Wesley Koolhof                     | 6:2, 7:63               |
| 2018                         | Julio Peralta Horacio Zeballos                   | Oliver Marach Mate Pavić                       | 6:1, 4:6, [10:6]        |
| 2017                         | Ivan Dodig Mate Pavić                            | Pablo Cuevas Marc López                        | 6:3, 6:4                |
| 2016                         | Henri Kontinen John Peers (2)                    | Daniel Nestor Aisam-ul-Haq Qureshi             | 7:5, 6:3                |
| 2015                         | Jamie Murray John Peers (1)                      | Juan Sebastián Cabal Robert Farah              | 2:6, 6:3, [10:8]        |
| 2014                         | Marin Draganja Florin Mergea                     | Alexander Peya Bruno Soares                    | 6:4, 7:5                |
| 2013                         | Mariusz Fyrstenberg Marcin Matkowski             | Alexander Peya Bruno Soares                    | 3:6, 6:1, [10:8]        |
| 2012                         | David Marrero (2) Fernando Verdasco              | Rogério Dutra da Silva Daniel Muñoz de la Nava | 6:4, 6:3                |
| 2011                         | Oliver Marach (1) Alexander Peya                 | František Čermák Filip Polášek                 | 6:4, 6:1                |
| 2010                         | Marc López David Marrero (1)                     | Jérémy Chardy Paul-Henri Mathieu               | 6:3, 2:6, [10:8]        |
| 2009                         | Simon Aspelin Paul Hanley (2)                    | Marcelo Melo Filip Polášek                     | 6:3, 6:3                |
| 2008                         | Daniel Nestor (3) Nenad Zimonjić                 | Bob Bryan Mike Bryan                           | 6:4, 5:7, [10:8]        |
| 2007                         | Bob Bryan Mike Bryan                             | Paul Hanley Kevin Ullyett                      | 6:3, 6:4                |
| 2006                         | Paul Hanley (1) Kevin Ullyett (2)                | Mark Knowles Daniel Nestor                     | 6:2, 7:68               |
| 2005                         | Jonas Björkman (2) Maks Mirny                    | Michaël Llodra Fabrice Santoro                 | 4:6, 7:62, 7:63         |
| 2004                         | Wayne Black Kevin Ullyett (1)                    | Bob Bryan Mike Bryan                           | 6:4, 6:2                |
| 2003                         | Mark Knowles (2) Daniel Nestor (2)               | Mahesh Bhupathi Maks Mirny                     | 6:4, 7:610              |
| 2002                         | Mahesh Bhupathi Jan-Michael Gambill              | Jonas Björkman Todd Woodbridge                 | 6:2, 6:4                |
| 2001                         | Jonas Björkman (1) Todd Woodbridge (2)           | Daniel Nestor Sandon Stolle                    | 7:62, 3:6, 6:3          |
| 2000                         | Todd Woodbridge (1) Mark Woodforde               | Wayne Arthurs Sandon Stolle                    | 6:74, 6:4, 6:3          |
| 1999                         | Wayne Arthurs Andrew Kratzmann                   | Paul Haarhuis Jared Palmer                     | 2:6, 7:65, 6:2          |
| 1998                         | Donald Johnson Francisco Montana                 | David Adams Brett Steven                       | 6:2, 7:5                |
| 1997                         | Luis Lobo Javier Sánchez (2)                     | Neil Broad Piet Norval                         | 6:3, 7:6                |
| 1996                         | Mark Knowles (1) Daniel Nestor (1)               | Guy Forget Jakob Hlasek                        | 6:2, 6:4                |
| 1995                         | Wayne Ferreira Jewgeni Kafelnikow                | Byron Black Andrei Olchowski                   | 6:1, 7:6                |
| 1994                         | Scott Melville Piet Norval                       | Henrik Holm Anders Järryd                      | 6:3, 6:4                |
| 1993                         | Paul Haarhuis Mark Koevermans                    | Grant Connell Patrick Galbraith                | 6:4, 6:7, 7:6           |
| 1992                         | Sergio Casal (3) Emilio Sánchez (4)              | Carl-Uwe Steeb Michael Stich                   | 5:7, 6:4, 6:3           |
| 1991                         | Sergio Casal (2) Emilio Sánchez (3)              | Cássio Motta Danie Visser                      | 4:6, 6:3, 6:2           |
| 1990                         | Sergi Bruguera Jim Courier                       | Udo Riglewski Michael Stich                    | 7:6, 6:2                |
| 1989                         | Emilio Sánchez (2) Javier Sánchez (1)            | Boris Becker Eric Jelen                        | 6:4, 6:1                |
| 1988                         | Darren Cahill Laurie Warder                      | Rick Leach Jim Pugh                            | 6:4, 6:4                |
| 1987                         | Miloslav Mečíř Tomáš Šmíd (3)                    | Claudio Mezzadri Jim Pugh                      | 4:6, 7:6, 6:2           |
| 1986                         | Sergio Casal (1) Emilio Sánchez (1)              | Boris Becker Eric Jelen                        | 6:4, 6:1                |
| 1985                         | Hans Gildemeister (2) Andrés Gómez (3)           | Heinz Günthardt Balázs Taróczy                 | 1:6, 7:6, 6:4           |
| 1984                         | Stefan Edberg Anders Järryd                      | Heinz Günthardt Balázs Taróczy                 | 6:3, 6:1                |
| 1983                         | Heinz Günthardt Balázs Taróczy                   | Mark Edmondson Brian Gottfried                 | 7:6, 4:6, 6:4           |
| 1982                         | Pavel Složil Tomáš Šmíd (2)                      | Anders Järryd Hans Simonsson                   | 6:4, 6:3                |
| 1981                         | Hans Gildemeister (1) Andrés Gómez (2)           | Peter McNamara Paul McNamee                    | 6:4, 3:6, 6:4           |
| 1980                         | Heinz Gildemeister Andrés Gómez (1)              | Reinhart Probst Max Wünschig                   | 6:3, 6:4                |
| 1979                         | Jan Kodeš (2) Tomáš Šmíd (1)                     | Mark Edmondson John Marks                      | 6:3, 6:1, 7:6           |
| 1978                         | Wojciech Fibak Tom Okker (3)                     | Antonio Muñoz Víctor Pecci                     | 6:2, 6:4                |
| 1977                         | Bob Hewitt (6) Karl Meiler                       | Phil Dent Kim Warwick                          | 3:6, 6:3, 6:4, 6:4      |
| 1976                         | Fred McNair Sherwood Stewart                     | Dick Crealy Kim Warwick                        | 7:6, 7:6, 7:6           |
| 1975                         | Juan Gisbert Manuel Orantes                      | Wojciech Fibak Jan Kodeš                       | 6:3, 7:6                |
| 1974                         | Jürgen Faßbender (2) Hans-Jürgen Pohmann (2)     | Brian Gottfried Raúl Ramírez                   | 6:3, 6:4, 6:4           |
| 1973                         | Jürgen Faßbender (1) Hans-Jürgen Pohmann (1)     | Manuel Orantes Ion Țiriac                      | 6:1, 6:3                |
| 1972                         | Jan Kodeš (1) Ilie Năstase                       | Bob Hewitt Ion Țiriac                          | 4:6, 6:0, 3:6, 6:2, 6:2 |
| 1971                         | John Alexander Andrés Gimeno                     | Dick Crealy Allan Stone                        | 6:4, 7:5, 7:9, 6:4      |
| 1970                         | Bob Hewitt (5) Frew McMillan (2)                 | Tom Okker Nikola Pilić                         | 6:3, 7:5, 6:2           |
| 1969                         | Tom Okker (2) Marty Riessen (2)                  | Jean-Claude Barclay Jürgen Faßbender           | 6:1, 6:2, 6:4           |
| Beginn der Open Era          |                                                  |                                                |                         |
| 1968                         | Tom Okker (1) Marty Riessen (1)                  | John Newcombe Tony Roche                       | 6:4, 6:4, 7:5           |
| 1967                         | Bob Hewitt (4) Frew McMillan (1)                 |                                                |                         |
| 1966                         | Fred Stolle (3) Torben Ulrich (2)                |                                                |                         |
| 1965                         | Ingo Buding Christian Kuhnke                     |                                                |                         |
| 1964                         | José Luis Arilla Manuel Santana                  |                                                |                         |
| 1963                         | Bob Hewitt (3) Fred Stolle (2)                   |                                                |                         |
| 1962                         | Bob Hewitt (2) Martin Mulligan                   |                                                |                         |
| 1961                         | Bob Hewitt (1) Fred Stolle (1)                   |                                                |                         |
| 1960                         | Roy Emerson Neale Fraser                         |                                                |                         |
| 1959                         | Don Candy (3) Luis Ayala                         |                                                |                         |
| 1958                         | Francisco Contreras Mario Llamas                 |                                                |                         |
| 1957                         | Don Candy (2) Mervyn Rose                        |                                                |                         |
| 1956                         | Don Candy (1) Lew Hoad                           |                                                |                         |
| 1955                         | Gottfried von Cramm (5) Budge Patty (3)          |                                                |                         |
| 1954                         | Gottfried von Cramm (4) Budge Patty (2)          |                                                |                         |
| 1953                         | Gottfried von Cramm (3) Budge Patty (1)          |                                                |                         |
| 1952                         | Jaroslav Drobný Ian Ayre                         |                                                |                         |
| 1951                         | Kurt Nielsen Torben Ulrich (1)                   |                                                |                         |
| 1950                         | Adrian Quist (2) Bill Sidwell                    |                                                |                         |
| 1949                         | Gottfried von Cramm (2) Jack Harper (2)          |                                                |                         |
| 1948                         | Gottfried von Cramm (1) Jack Harper (1)          |                                                |                         |
| 1940–1947: nicht ausgetragen |                                                  |                                                |                         |
| 1939                         | Henner Henkel (2) Roderich Menzel                |                                                |                         |
| 1938                         | Yvon Petra Jean Lesueur                          |                                                |                         |
| 1937                         | Jack Crawford (3) Vivian McGrath                 |                                                |                         |
| 1936                         | nicht ausgetragen                                | nicht ausgetragen                              | nicht ausgetragen       |
| 1935                         | Henner Henkel (1) Helmut Denker                  |                                                |                         |
| 1934                         | Enrique Maier Adrian Quist (1)                   |                                                |                         |
| 1933                         | Ryosuke Nunoi Jirō Satō                          |                                                |                         |
| 1932                         | Jack Crawford (2) Harry Hopman                   |                                                |                         |
| 1931                         | Walter Dessart Eberhard Nourney                  | René de Buzelet Christian Boussus              | 6:3, 6:3, 5:7, 4:6, 6:0 |
| 1930                         | Jack Crawford (1) Edgar Moon (2)                 | Tamino Abe Takeichi Harada                     | 6:3, 2:6, 6:4, 6:3      |
| 1929                         | Jacques Brugnon Christian Boussus                |                                                |                         |
| 1928                         | Jack Cummings Edgar Moon (1)                     |                                                |                         |
| 1927                         | Donald Greig Maurice Summerson                   |                                                |                         |
| 1926                         | Friedrich Wilhelm Rahe (4) Béla von Kehrling (3) |                                                |                         |
| 1925                         | Otto Froitzheim (4) Oscar Kreuzer (3)            |                                                |                         |
| 1924                         | Friedrich Wilhelm Rahe (3) Béla von Kehrling (2) |                                                |                         |
| 1923                         | Friedrich Wilhelm Rahe (2) Béla von Kehrling (1) |                                                |                         |
| 1922                         | Otto Froitzheim (3) Oscar Kreuzer (2)            |                                                |                         |
| 1921                         | Luis Heyden (2) Heinrich Schomburgk (3)          |                                                |                         |
| 1920                         | Ludwig von Salm Oscar Kreuzer (1)                |                                                |                         |
| 1914–1919: nicht ausgetragen |                                                  |                                                |                         |
| 1913                         | Rolf Kinzl (2) Kurt von Wessely (2)              |                                                |                         |
| 1912                         | Luis Heyden (1) Louis Trasenster (2)             |                                                |                         |
| 1911                         | Otto Froitzheim (2) Fritz Felix Pipes            |                                                |                         |
| 1910                         | Otto von Müller (2) Heinrich Schomburgk (2)      | Otto Froitzheim Paul Lindpaintner              | 5:7, 5:7, 6:3, 6:0, 6:1 |
| 1909                         | Friedrich Wilhelm Rahe (1) Curt Bergmann         |                                                |                         |
| 1908                         | Otto von Müller (1) Heinrich Schomburgk (1)      |                                                |                         |
| 1907                         | Otto Froitzheim (1) Louis Trasenster (1)         |                                                |                         |
| 1906                         | Josiah Ritchie (2) Gerhard Frankenberg Adler     |                                                |                         |
| 1905                         | Anthony Wilding E. Spitz                         |                                                |                         |
| 1904                         | Josiah Ritchie (1) Ernest Wilmot Lane            |                                                |                         |
| 1903                         | Rolf Kinzl (1) Kurt von Wessely (1)              |                                                |                         |
| 1902                         | Max Décugis Maurice Germot                       |                                                |                         |